# Modisto de señoras
Modisto de señoras es una película de comedia mexicana de 1969 escrita y dirigida por René Cardona Jr. y protagonizada por Mauricio Garcés, Zulma Faiad e Irma Lozano.
Se le considera quizás «la más popular y representativa» de la serie de películas que presentaban a Garcés como un mujeriego de clase media alta.

## Argumento
El modisto D'Maurice (Mauricio Garcés) simula ser afeminado para encajar en el mundo de la alta costura y tomar ventaja de dicha apariencia para conquistar a todas sus clientas; burlándose así de todos los esposos de las mismas, quienes confiadamente creen dejar a sus mujeres en buenas manos, como Rebeca (Claudia Islas) la joven y bella esposa del rico don Álvaro, (Carlos López Moctezuma), parodia del típico nuevo rico en la alta sociedad de México. Decididos a desenmascararlo, sus competidores, Mao, Perugino y Antoine (Enrique Rocha, Hugo Goodman y Carlos Nieto) sospechan del engaño y empujados por el odio que le tienen contratan a un detective (que también es afeminado) y a bellas mujeres para conseguir pruebas que arruinen a D'Maurice. Mientras se da la lucha entre estos príncipes del corte, Magda (Irma Lozano), una bella mesera, se enamora de las galanterías de D'Maurice, preocupándose de las maneras dudosas del modisto, porque en momentos demuestra una hombría extrema y a veces se «quiebra» (denota afeminamiento). D'Maurice a su vez se enfrenta a Luigi,  un peligroso mafioso, al involucrarse con la amante de éste, Doris (Zulma Faiad) una reconocida vedette argentina sin talento alguno más que una voluptuosa belleza.

## Reparto
- Mauricio Garcés como D'Maurice.
- Zulma Faiad como Doris Martell.
- Irma Lozano como Mesera / Sra. Mendoza Robles
- Claudia Islas como Rebeca.
- Enrique Rocha como Perugimo.
- Hugo Goodman como Antoine.
- Carlos Nieto como Mao.
- Carlos López Moctezuma como Don Álvaro.
- Patricia Aspíllaga como Barbara.
- Raúl Meraz como Luigi.
- Irlanda Mora como Irlanda.
- Queta Carrasco como Condesa / Cuquis, cliente de D'Maurice (acreditada como Enriqueta Carrasco).
- Alma Thelma como Thelma (acreditada como Alma Thelma Domínguez).
- Armando Acosta
- Julia Acher
- René Barrera
- Juan Garza
- Queta Lavat como Reportera que entrevista a D'Maurice en una presentación (no acreditada).
- Enrique Pontón (no acreditado).

## Versiones
En el año 2001, se hace una adaptación muy libre para televisión en formato de serie llamado Diseñador ambos sexos, protagonizado por Héctor Suárez Gomís y Luz María Zetina, las actuaciones estelares de Julio Bracho, Chantal Andere, Julio Alemán, César Bono, y la actuación especial de Mara Escalante.
En el año 2016 se estrenó Macho, basada en la misma película con actuaciones de Miguel Rodarte, Renato López, Cecilia Suárez y Aislinn Derbez. 